# Rafael Aparecido Elisbao
Rafael Aparecido Elisbao (sinh ngày 15 tháng 2 năm 1985) là một cầu thủ bóng đá người Brasil.

## Sự nghiệp câu lạc bộ
Rafael Aparecido Elisbao đã từng chơi cho Gainare Tottori.